# تپه قرق
تپه قرق مربوط به عصر مس - مفرغ است و در شهرستان بروجرد، بخش مرکزی، دهستان شیروان، روستای قرق واقع شده و این اثر در تاریخ ۲۸ اسفند ۱۳۸۵ با شمارهٔ ثبت ۱۸۳۸۲ به‌عنوان یکی از آثار ملی ایران به ثبت رسیده است.
از نظر باستان‌شناسی، تپه قرق مهمترین تپه باستانی بروجرد است و تا پنج طبقه لایه برداری و مطالعه شده است. اشکال هندسی و رنگ اخرایی سفال‌های کشف شده قدمت آن را با تپه گیان و کوهدشت لرستان همزمان می‌کند. در لایه‌های بیرونی، تک سفال‌هایی از دوره‌های بعدی از جمله اشکانیان هم در آن دیده می‌شود (ص. ۹).